# Pharaphodius calo
Pharaphodius calo är en skalbaggsart som beskrevs av Vladimir Balthasar 1971. Pharaphodius calo ingår i släktet Pharaphodius och familjen Aphodiidae. Inga underarter finns listade i Catalogue of Life.